# Kościół Podwyższenia Świętego Krzyża w Łodzi
Kościół Podwyższenia Świętego Krzyża – neoromańska katolicka świątynia parafialna parafii Podwyższenia Świętego Krzyża, znajduje się przy ulicy Henryka Sienkiewicza 38 w Łodzi.

## Historia
Budowę kościoła, frontem przy ówczesnej ulicy Dzikiej, rozpoczęto w 1860 roku od położenia fundamentów. Jej przebieg paraliżowały jednak problemy finansowe. W rozwiązaniu tego problemu pomógł przemysłowiec Karol Scheibler, przekazując na budowę 50 tys. rubli, jak również ofiarowując 4 figury ewangelistów zdobiące wieżę i zainstalowane w kościele 31-głosowe organy. Właściwa budowa świątyni rozpoczęła się w 1872 i trwała do 1875 roku według projektu Franciszka Tournelle’a z inicjatywy ks. Wojciecha Jakubowicza. Pierwotnie został poświęcony 2 listopada 1875 roku przez ks. Ludwika Dąbrowskiego jako kościół pod wezwaniem św. Jakuba. Konsekracja świątyni miała miejsce 19 maja 1888 roku, dokonał jej arcybiskup Wincenty Teofil Popiel–Chościak. Architekturę wnętrza zaprojektował warszawski architekt Konstanty Wojciechowski. Pierwotnie kościół był ogrodzony.
W 1918 roku krzyż na wieży kościoła posłużył za centralny punkt lokalnej sieci triangulacyjnej utworzonej przez naczelnika Oddziału Pomiarów przy Wydziale Budownictwa Magistratu Miasta Łodzi – Franciszka Walickiego.
Podczas II wojny światowej świątynia była dostępna wyłącznie dla osób narodowości niemieckiej.
8 sierpnia 2021, w uroczystość św. Dominika, parafię objęli bracia dominikanie z klasztoru bł. Piotra Jerzego Frassatiego.

## Architektura

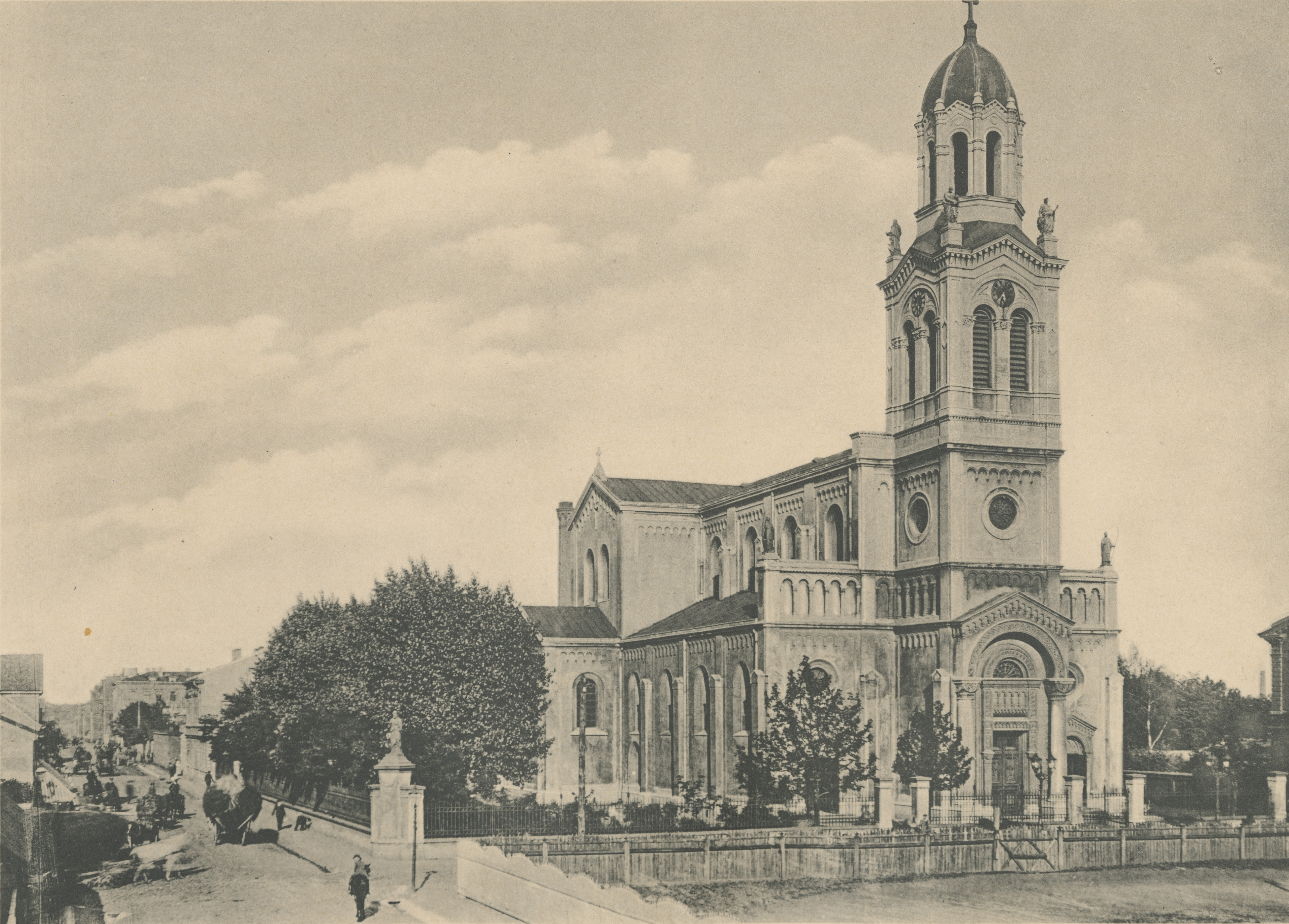
Kościół w 1896 roku na fotografii Bronisława Wilkoszewskiego

Świątynia w stylu neoromańskim jest trzynawowa, zbudowana na planie krzyża systemem bazylikowym. Na frontonie znajduje się wieża z trzema dzwonami i sygnaturką. Przedwojenny zestaw dzwonów, który nie przetrwał do dziś, ufundowany został w latach 1920–1930. Wewnątrz znajduje się sześć ołtarzy. Główny z nich to dar Karola Scheiblera. Jest on również fundatorem ołtarzy w kaplicy św. Anny i w kaplicy Matki Boskiej. Ołtarz boczny w lewej nawie został ufundowany przez Edwarda Herbsta.
Przy kościele znajduje się pomnik poświęcony ofiarom stanu wojennego, a w jego północną ścianę wmurowana jest tablica upamiętniająca poległych stoczniowców.